# Андре Вилаш Боаш
Луис Андре де Пина Кабрал е Вилаш Боаш (порт. Luís André de Pina Cabral e Villas-Boas; Порто, 17. октобар 1977) је бивши португалски фудбалски тренер, а од 7. маја 2024. године је званично 32. по реду председник Порта. На том месту је заменио најдуговечнијег председника "змајева" Жоржа Нуна Пинта да Кошту који је ту функцију обављао пуне 42 године.
Као помоћни тренер почео је да ради већ од 17. године свог живота. Био је помоћник Бобију Робсону (у Порту и Барселони), Џорџу Барлију (у Ипсвич Тауну), Лују ван Галу (у Барселони) и Жозеу Морињу (у Порту, Челсију и Интеру).
Као шеф стручног штаба водио је португалске клубове Академику и Порто, енглеске премијерлигаше Челси и Тотенхем, руски Зенит из Санкт Петербурга, кинески Шангај Порт и француски Олимпик Марсељ.

## Статистика (као тренер)
Последња измена 2. фебруара 2021.
| Тим                   | Од                | До                 | Статистика | Статистика | Статистика | Статистика | Статистика |
| Тим                   | Од                | До                 | Утк        | Поб        | Нер        | Пор        | Поб %      |
| --------------------- | ----------------- | ------------------ | ---------- | ---------- | ---------- | ---------- | ---------- |
| Академика             | 14. октобар 2009. | 2. јун 2010.       | 30         | 11         | 9          | 10         | 36.67      |
| Порто                 | 2. јун 2010.      | 21. јун 2011.      | 58         | 49         | 5          | 4          | 84.48      |
| Челси                 | 22. јун 2011.     | 4. март 2012.      | 40         | 19         | 11         | 10         | 47.50      |
| Тотенхем хотспур      | 3. јул 2012.      | 16. децембар 2013. | 80         | 44         | 20         | 16         | 55.00      |
| Зенит Санкт Петербург | 20. март 2014.    | 23. мај 2016.      | 102        | 63         | 20         | 19         | 61.76      |
| Шангај Порт           | 4. новембар 2016. | 30. новембар 2017. | 51         | 30         | 9          | 12         | 58.82      |
| Олимпик Марсељ        | 28. мај 2019.     | 2. фебруар 2021.   | 60         | 28         | 14         | 18         | 46.67      |
| Укупно                | Укупно            | Укупно             | 421        | 244        | 88         | 89         | 57.96      |

## Трофеји (као помоћни тренер)

### Барселона
- Првенство Шпаније (2) : 1997/98, 1998/99.
- Куп Шпаније (2) : 1996/97, 1997/98.
- Суперкуп Шпаније (1) : 1996.
- Куп победника купова (1) : 1996/97.
- Суперкуп Европе (1) : 1997.

### Порто
- Првенство Португала (3) : 1995/96, 2002/03, 2003/04.
- Куп Португала (2) : 1993/94, 2002/03.
- Суперкуп Португала (1) : 2003.
- Лига шампиона (1) : 2003/04.
- Куп УЕФА (1) : 2002/03.

### Челси
- Премијер лига (2) : 2004/05, 2005/06.
- ФА куп (1) : 2006/07.
- Лига куп Енглеске (2) : 2004/05, 2006/07.
- ФА Комјунити шилд (1) : 2005.

### Интер
- Првенство Италије (1) : 2008/09.
- Суперкуп Италије (1) : 2008.

## Трофеји (као тренер)

### Порто
- Првенство Португала (1) : 2010/11.
- Куп Португала (1) : 2010/11.
- Суперкуп Португала (1) : 2010.
- Лига Европе (1) : 2010/11.

### Зенит
- Првенство Русије (1) : 2014/15.
- Куп Русије (1) : 2015/16.
- Суперкуп Русије (1) : 2015.

## Трофеји (као председник)

### Порто
- Куп Португала (1) : 2023/24.
- Суперкуп Португала (1) : 2024.